# Aeroportul Internațional Austin–Bergstrom
Aeroportul Internațional Austin–Bergstrom ori ABIA (IATA: AUS, ICAO: KAUS, FAA LID: AUS, în prealabil BSM) esti aeroportul internațional situat în Austin, Texas, Statele Unite ale Americii, și servește zona metropolitană de Austin. Situat la aproximativ 8 kilometri sud-est de centrul orașului Austin, acoperă 1717 ha și are două piste și trei pentru elicoptere. Situat pe locul de ceea ce a fost odată Bergstrom Air Force Base. Aeroportul și air force base au fost numite după Căptanul John August Earl Bergstrom, un ofițer care a servit cu 19-lea Grupal de Bombardament. Aeroportul înlocuit Aeroportul Orășenesc Robert Mueller ca aeroportul principal de Austin.
Un total de 10,718,854 pasageri au călătorit prin Aeroportul Internațional Austin-Bergstrom în 2014. Aeroportul este acum 34 mai aglomerat aeroportul în Statele Unite. Trafic anual de pasageri în 2013 a crescut cu 7%, sau cu 700,896 pasageri, depasit de anul recordul anterior de 2013.
În martie 2014, primul serviciu vreodată în Europa de la Austin a început, ca British Airways a început o rută din Londra Heathrow. O 224 scaunului Boeing 777 este utilizat pentru a opera ruta pentru sezonul de iarnă 2015-16, și este cel mai mare aeronava de pasageri care operează în aeroportul. Ruta va fi operat cu un Boeing 787-9 în februarie 2016.
Servicii pentru pasageri programate a început la aeroportului la Duminica 23 mai 1999.  În prezent, există peste 150 de plecari zilnice la 47 de destinatii din Statele Unite, Canada, Mexic, și Marea Britanie, cu un serviciu de sezon pentru Germania a anunțat pentru vara anului 2016.

## Istorie
Aeroportul Internațional Austin–Bergstrom situat pe vechiul amplasament al Bază Aeriană Bergstrom. Austin–Bergstrom replaced Austin's Robert Mueller Municipal Airport, opening to the public on 23 mai 1999.
Orașul a început să ia în considerare opțiunile pentru un nou aeroport la fel de devreme ca 1971, în cazul în care Administrația Federală a Aviației a propus construirea unui aeroport regional între Austin și San Antonio. Această propunere a fost respinsă, pentru că puțini Austinezi sprijinit de conducere la jumătatea drumului spre San Antonio pe Autostrada Interstate 35 pentru a merge la aeroport. În anii 1980, cartierele din jurul Mueller aplicate presiuni politice suficient pentru a forța consiliul local pentru a alege un site pentru un nou aeroport din locații în cauză. În noiembrie 1987 a aprobat un referendum alegătorii care desemnează un loc în apropiere de orașul Manor. Orașul Austin a început achizitionarea terenului, dar cu care se confruntă procese de Sierra Club și alții cauză cu privire la locatia Manor și impactul său potențial asupra mediului. Planurile de a construi un nou aeroport la locul Manor au fost abandonate în 1991, când Base Realignment and Closure Commission a selectat baza forțelor aeriene de închidere, și a indicat că orașul ar putea să transforme țara și piste pentru utilizare ca un aeroport civil.

### Aerodromul Penn
Prima pista de aterizare sancționat oficial în Austin a fost Aerodromul Penn. În urma unei solicitări din partea Camerei de Comerț, o delegație Armata Statelor Unite a ajuns la Austin în 1917 de cercetaș afară locații potrivite pentru un aerodrom pentru a servi regiunea. După sugestia inițială de Camp Mabry a fost respinsă, 129 hectare de teren la sud de la Universitatea de Saint Edward în sud Austin a fost considerată adecvată. Aerodrom Penn deschis în 1918, numit dupa aviatorul Eugene Doak Penn, care a murit în timp ce de formare în Italia în timpul Primului Război Mondial.

### Aeroportul Orășenesc Robert Mueller
În ceea ce nevoia de servicii comerciale a devenit clar în anii 1920, alegătorii Austin susținut alegeri de obligatiuni pentru a construi un aeroport municipal în oraș în 1928. Situat la câțiva kilometri nord-est de centrul orașului, Aeroportul Orășenesc Robert Mueller servit Austin început 14 octombrie 1930, deși serviciu comercial nu va începe până la 1936. Aeroportul a fost numit dupa Robert Mueller, un membru al consiliului municipal care a murit în 1927.
Cel mai lung pistei Mueller a fost 2100 de metri și de la sfârșitul anilor 1990, terminalul de pasageri a fost funcționează la capacitate maximă, cu 16 porți.
Aeroportul Orășenesc Robert Mueller rămas deschisă pentru uz aviația generală prin 22 iunie 1999, moment în care a fost închis pentru trafic de pasageri pe termen nelimitat. Locația 288 hectare de Aeroportul Mueller a fost în cele din urmă desemnat să fie o dezvoltare mixta folosite care ar veni să fie cunoscut sub numele de Comunitatea Mueller.

### Bază Aeriană Bergstrom
În 1942, orașul Austin cumpărat un teren și a donat terenul pentru guvernul Statelor Unite pentru o instalare militar, cu stipularea că dreptul de proprietate asupra terenurilor ar fi întors în orașul, atunci când guvernul federal nu mai sunt necesare în țara. Acest teren a devenit Bază Aeriană Bergstrom. Del Valle Airfield a fost activat la 19 septembrie 1942 pe 1200 de hectare de teren închiriate de orașul Austin. Numele bazei a fost schimbat la Bergstrom Army Airfield (AAF) în martie 1943 în onoarea lui Căpitanul John August Earl Bergstrom, un rezervist în Bombardamentul Grupului 19, care a fost ucis la Clark Field, Filipine în 1941. El a fost primul Austinez uciși în al Doilea Război Mondial. Cu separarea Forțele Aeriene ale SUA și Armata SUA în septembrie 1947, numele a fost schimbat din nou la Bază Aeriană Bergstrom. Bază avut acest nume până când a fost dezafectate la începutul anilor 1990, cu toate încetarea aviației militare în 1995, după mai mult de 50 de ani.

### Aeroportul Internațional Austin–Bergstrom
Problema unui referendum obligațiuni de US$400 milioane pentru un nou aeroport deținute și operate de către orașul a fost pus la un vot public în mai 1993. Campania a fost gestionat de consultant de afaceri publice locale Don Martin și apoi-primarul Bruce Todd și a fost aprobat de 63% din voturi. Construcție pentru noul aeroport a început în noiembrie 1994.
Bergstrom avut identificatorul «BSM» până la închiderea definitivă Mueller în 1999, atunci când a fost nevoie de codul IATA de Mueller, «AUS». Probleme inițiale cu programarea de zbor și de rutare a dus la planurile propuse pentru a păstra Mueller funcționează în paralel cu Bergstrom pentru câteva săptămâni, dar locuitorii apropiere Mueller blocat astfel de eforturi prin apelul la FAA, care a refuzat să întârzie transferul LID-ul «AUS» sau de a emite un nou cod aeroport pentru Mueller.
Aeroportul Internațional Austin-Bergstrom deschis pentru public pe 23 mai 1999 cu o pistă 3.730 de metri, printre cele mai lungi piste comerciale ale Statele Unite. Există 25 de porți în 61.000 de metri pătrați Terminalul Barbara Jordan, care sunt concepute pentru o eventuală extindere la 52 de porți la terminalul principal plus terminale de satelit suplimentare posibile. Inițial conceput ca o unitate de terminal de 18 poarta o amprenta la sol de cu un pic mai mult de 46.000 de metri pătrați, aeroportul a fost extins în timpul construcției pentru a include șase porți suplimentare pentru un total de 25 de porti cu o amprenta la sol de 61.000 de metri pătrați.
Deschiderea aeroportului a coincis cu un număr considerabil de zboruri non-stop a fi operate în Austin din Dallas Metroplex, ca American Airlines a decis sa concureze cu serviciul Southwest Airlines programată între Dallas Love Field (DAL) și Austin în plus față de America și de Delta servicii de Aeroportul Internațional Dallas-Fort Worth (DFW).  La acea vreme, au existat patruzeci și doi (42) zboruri non-stop în fiecare zi fiind operate cu aeronave jet magistrala de cele două aeroporturi principale situate în Metroplex Dallas / Fort Worth la Austin. În schimb, aceeași OAG enumeră un total combinat de douăzeci și patru (24) Zboruri non-stop în fiecare zi în acest moment de la cele două aeroporturi principale care deservesc zona Houston, Hobby Airport (HOU) și Aeroportul Intercontinental Houston (IAH), la Austin. 
Aceste programe au evoluat în timp ca populația și importanță economică Austin a crescut și companii aeriene au introdus zboruri non-stop direct din Austin în loc de rutare de pasageri prin hub-uri în Dallas și Houston cum au făcut-o înainte. Aeroportul oferă zboruri non-stop de la acum o varietate de suporturi la și de la o serie de destinații, inclusiv: Londra, Anglia (LHR), Toronto, Canada (YYZ), Phoenix (PHX), Washington DC (IAD și DCA), Chicago (MDW și ORD), Minneapolis (MSP), Atlanta (ATL), New York (JFK and EWR), Philadelphia (PHL), Denver (DEN), Detroit (DTW), Miami (MIA), Los Angeles (LAX), San Francisco (SFO), Seattle (SEA) și în alte orașe mari.
Serviciu transatlantic primul programat aeroportului, la Londra, a fost inaugurat de British Airways martie 2014, operate inițial de cinci zile pe săptămână și extins pentru a de zi cu zi mai 2014. 
Serviciul a fost operat pentru prima dată de un Boeing 787-8 "Dreamliner", cu trei configurație de clasa (afaceri economie premium, și economia). Ca răspuns la cererile de capacitate de călătorie premium, traseul este să fie temporare operat de patru-clasă, 224 de locuri Boeing 777-200 din 25 octombrie de 2015 pentru sezonul de iarnă, și va fi atribuit permanent la patru-clasa, 216 -seat aeronave Boeing 787-9 în februarie 2016. În afară de a fi prima destinație SUA în care British Airways va opera 787-9 serviciu regulat, Austin a fost prima destinație în British Airways sistem la care un zbor de venituri a fost operat de 787-9 la 6 octombrie 2015. Condor, o companie aeriană de agrement german detinut de Thomas Cook Group, a anunțat că va funcționa serviciul de sezon două ori pe săptămână pentru a Frankfurt pe Main utilizarea Boeing 767-300 de aeronave începând 27 iunie 2016.

## Facilități

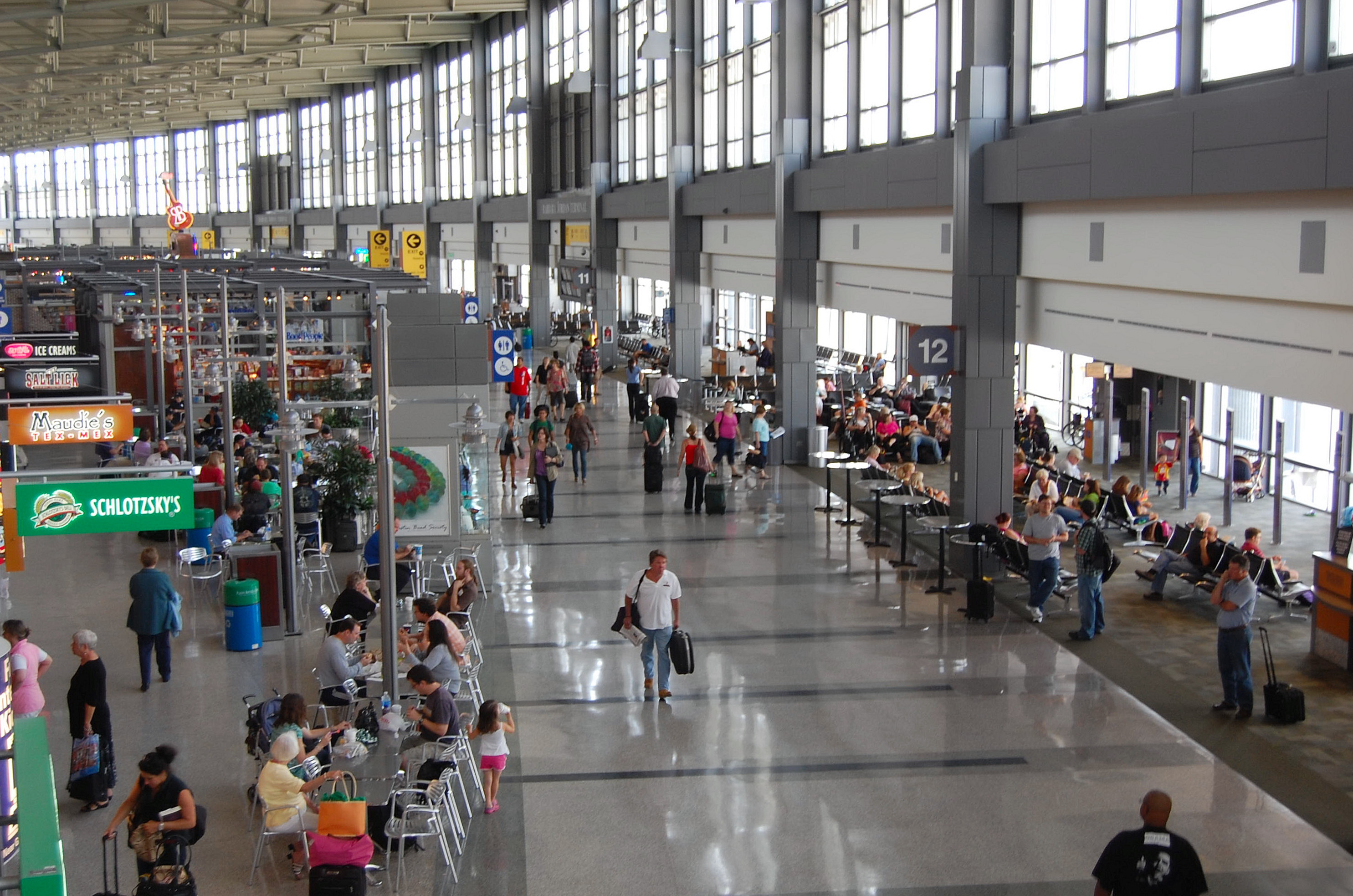
Etajul plecare la Aeroportul Internațional Auston–Bergstrom de la mezanin

### Terminalul
Terminalul Barbara Jordan a fost proiectat de firma austinez Page Southerland Page cu arhitectul asociat Gensler sub contract cu Noul Aeroportul Echipă de Proiect, cu arhitectul conducând profesor de arhitectura Larry Speck de Universitatea din Texas în Austin. Terminalul este 61.000 de metri pătrați, cu un total de 25 de porți, dintre care două pot fi utilizate pentru sosiri internaționale. Deși există mai multe restaurante și concesii alimentare în interiorul terminalului, toate, dar două sunt situate în interiorul zonelor securizate ale terminalului. Terminalul are, de asemenea, o etapă muzică live pe care trupe locale efectua în conformitate cu spiritul de proclamarea Austin ca "Capital din Lume de Muzică Live." Terminalul este conectat la un garaj 3000 spațiu folosi parcare publică.  O instalație consolidat de închiriere de mașini care găzduiește registratură, pick-up, drop-off, infrastructurile de servicii și de curățare este conectat prin pasarelă la terminalul și parcare garaj. Atât American Airlines și United Airlines operează saloane la acest aeroport pentru membrii programelor lor Executive Lounge. Membrii programului Executive Lounge Alaska Airlines și British Airways First și Club World pasagerii au de asemenea acces la facilitățile American Airlines lui.
Primul proiect de extindere major Barbara Jordan Terminalului—Est Terminal Proiect—a fost finalizată în vara anului 2015. Proiectul a adăugat o facilitate mărite vamală și imigrare la nivelul sosirilor capabil să proceseze mai mult de 600 de pasageri pe oră, două cerere bagajelor interne, precum și o facilitate de securitate a fost extins pe plecări etajul.  Adăugarea de noua facilitate de închiriere de mașini, finalizată în octombrie 2015, a permis 900 de locuri de parcare utilizate anterior pentru închirieri de mașini la ultimul etaj al garaj pentru a fi convertite la parcare suplimentare pe termen scurt.  
Un nou expansiune de șapte poartă este setat să înceapă construcția la sfârșitul anului 2015, pe partea de est a terminalului. Noi porțile vor fi distanțate mai departe în afară pentru a se potrivi de aeronave mai mari, și va include flexibil de utilizare porți, care poate găzdui atât zboruri internationale și interne.

### Terminalul de Sud
Un terminal secundar cunoscut ca Terminalul de Sud a fost comandat ca un joint-venture cu mexican companie aeriană de cost scăzut VivaAerobús, care a început serviciul de Austin la 1 mai 2008. Cladirea, care data din facilitățile de bază de forțele aeriene originale, a fost renovat pentru a îndeplini standardele de un operator de transport cu costuri scăzute. Facilitatea are trei porți de pasageri în cazul în care pasagerii mers pe jos de la standuri de parcare aeronave și bord de scari, iar clădirea a avut o facilitate vamală mic. VivaAerobús zburat inițial la Cancún și Monterey, cu planuri de a adăuga în cele din urmă mai multe de șase destinații în Mexic, cu toate că numai Puerto Vallarta—nu unul dintre cele anunțate inițial destinații—ea fost adăugat înainte de VivaAerobús reziliat serviciu în SUA pe 1 iunie 2009. Retragerea lor de pe piata a fost din cauza unei epidemii de gripă porcină în Mexic, care a dus la rate mari de anulare între călătorii de plăcere, țintă demografice companiei aeriene. VivaAerobús a reluat de la serviciu Statele Unite serviciu, dar nu și-a exprimat interesul de a se întoarce la Austin. Operatorul terminalului a anunțat închiderea a instalației, în același timp.
În august 2015, Consiliul Local Austin autorizat un contract de închiriere de 30 de ani la facilitatea, care se va deschide în timpul iernii 2015-16, după o renovare de US$11 milioane. Operatorii de transport «ultra costuri reduse» Frontier Airlines si Allegiant Air va reloca Allegiant operațiunile din Terminalul Barbara Jordan, eliberarea de spațiu poartă permițând în același timp cei doi transportatori low-cost pentru a reduce costurile lor de operare.
Terminalul de Sud este accesat de o intrare separată pe partea de sud a aeroportului din perimetrul Burleson Road; aceasta nu poate fi accesat fie din principala intrarea aeroportului de la Autostradă SUA 71 sau Terminalul Barbara Jordan, cu excepția de ieșirea complet motivele aeroportului.

### Piste
Piste 17R/35L, la vest de terminal, este pista original, construit și utilizat de Forțele Aeriene. Pista de 3733 metri lungime a fost reconditionate când Austin-Bergstrom a fost construit. Pista de beton de 580 mm adâncime este dedicat fostului președinte Lyndon B. Johnson.
Piste 17L/35R este un nou pistă de 2700 metri pe partea de est a terminalului și paralel cu pistei 17R/35L. Acest pistei este dedicat fostului congressman J. J. "Jake" Pickle. Aceasta pista conține o categorie IIIB sistem de aterizare instrumental, primul în Austin.
Piste sunt urmarit de către un turn de control al traficului aerian de 69 metri. Turnul folosit anterior de către Forțele Aeriene a fost demolata.

## Companii aeriene și destinații

### Companii aeriene de pasageri
Cincisprezece companii aeriene comerciale și lor partenerii regionale conecta aeroportul la 48 destinații din America Nord și Europa.
| Operatori                                  | Destinații | Terminal       |
| ------------------------------------------ | --- | -------------- |
| Air Canada Express                         | Toronto–Pearson | Barbara Jordan |
| Alaska Airlines                            | Seattle/Tacoma | Barbara Jordan |
| Alaska Airlines operat de SkyWest Airlines | Portland (Oregon) | Barbara Jordan |
| Allegiant Air                              | Cincinnati, Las Vegas, Memphis, Orlando/Sanford | Barbara Jordan |
| American Airlines                          | Charlotte, Chicago–O'Hare, Dallas/Fort Worth, Los Angeles, Miami, New York–JFK, Phoenix | Barbara Jordan |
| American Eagle                             | Phoenix Sezonier: Charlotte, Los Angeles | Barbara Jordan |
| British Airways                            | Londra–Heathrow | Barbara Jordan |
| Buzz Airways                               | Branson (Missouri), Chicago–Midway | Barbara Jordan |
| Condor                                     | Sezonier: Frankfurt pe Main | Barbara Jordan |
| Delta Air Lines                            | Atlanta, Los Angeles, Minneapolis/St. Paul, New York–JFK, Salt Lake City Sezonier: Detroit | Barbara Jordan |
| Delta Connection                           | Detroit, Los Angeles, Minneapolis/St. Paul, Salt Lake City | Barbara Jordan |
| Frontier Airlines                          | Atlanta, Chicago–O'Hare, Denver, Las Vegas | Barbara Jordan |
| JetBlue Airways                            | Boston, Fort Lauderdale, Long Beach, New York–JFK, Orlando | Barbara Jordan |
| Norwegian Air Shuttle                      | London Gatwick, Paris-CDG | Barbara Jordan |
| Southwest Airlines                         | Atlanta, Baltimore, Boston, Chicago–Midway, Dallas–Love, Denver, El Paso, Fort Lauderdale, Harlingen, Houston–Hobby, Las Vegas, Los Angeles, Lubbock,Nashville, Newark, New Orleans, Oakland, Orange County (California), Orlando, Phoenix, St. Louis, San Diego, San Jose (California), Seattle/Tacoma, Tampa,Washington–National Sezonier: Cancún, Memphis, Portland (Oregon), San José del Cabo | Barbara Jordan |
| Texas Sky Airlines operat de CFM           | Dallas/Fort Worth, Victoria (Texas) | Barbara Jordan |
| United Airlines                            | Chicago–O'Hare, Denver, Houston–Intercontinental, Newark, San Francisco, Washington–Dulles | Barbara Jordan |
| United Express                             | Chicago–O'Hare, Denver, Houston–Intercontinental, Newark, Los Angeles, San Francisco, Washington–Dulles | Barbara Jordan |
| Virgin America                             | San Francisco | Barbara Jordan |

### Companii aeriene de marfă
În timp ce ABIA deschis traficului de pasageri în 1999, operațiunile de marfă a început cu doi ani mai devreme în 1997. În 2014, aerian de marfă au totalizat 70.506.622 kg, în scadere cu 2% față de 2013. Transportului aerian de marfă internațional au totalizat 9,107,042 kilogram, in crestere cu 57,5%, și transport de marfă au însumat de 7665711 kilograme, in crestere cu 99,5%. Zona Austin este servit de către transportatorii de marfă Baron Aviation Services, FedEx Express, UPS Airlines și DHL Aviation.  Sosirea British Airways la aeroportul în 2014 a fost creditat cu revigorarea traficului de marfă internațional la Abia, cu Cargo International extinde peste 200% în primul lună de zbor de funcționare.  Ratele cargo internationale pentru ian.-iunie 2014 au arătat o creștere de 87% față de aceeași perioadă în 2013.

## Statistici
În prezent, Southwest Airlines este compania aeriană cu cea mai mare cotă de piață la aeroportul. În 2014, Southwest Airlines a zburat un total de 4.001.663 passagerii. American Airlines a zburat un total de 2.417.567 passagerii, și United Airlines a zburat un total de 1.779.561 passagerii, cu Delta Air Lines, JetBlue, Frontier Airlines, și Alaska Airlines au efectuat, de asemenea, un număr semnificativ de pasageri în 2014. Noi companii aeriene din 2014 au inclus Allegiant Air, British Airways, și Texas Sky, în timp ce 2015 a văzut nou intrată Air Canada Express și anunțarea serviciu de Condor, care începe în 2016. O nouă facilitate vamală a fost finalizată în decembrie 2014, pentru a ajuta găzdui creșterea recentă în călătorii internaționale.
În prezent, Southwest Airlines este companie aeriană cu zboruri cu cei mai multi pasageri din AUS. În 2014, Southwest Airlines a zburat un total de 4001663. American Airlines a zburat un total de 2,417,567 de pasageri și United Airlines a zburat un total de 1,779,561 de pasageri, cu Delta Air Lines, JetBlue, Frontier Airlines și Alaska Airlines care transportă, de asemenea, un număr semnificativ de pasageri în 2014. Noi transportatorii din 2014 au inclus Allegiant Air, British Airways, și Texas Sky, în timp ce 2015 a văzut nou intrată Air Canada Express și anunțarea serviciu de Condor, care începe în 2016. O nouă facilitate vamală a fost finalizată în decembrie 2014, pentru a ajuta găzdui creșterea recentă în călătorii internaționale.
| Rang | Oraș                         | Pasagerii | Operatorii                         |
| ---- | ---------------------------- | --------- | ---------------------------------- |
| 1    | Dallas/Fort Worth, TX        | 602.000   | American                           |
| 2    | Atlanta, GA                  | 456.000   | Delta, Frontier, Southwest         |
| 3    | Denver, CO                   | 368.000   | Frontier, Southwest, United        |
| 4    | Dallas-Love, TX              | 347.000   | Southwest, Virgin America          |
| 5    | Los Angeles, CA              | 339.000   | American, Delta, Southwest, United |
| 6    | Houston-Intercontinental, TX | 317.000   | United                             |
| 7    | Phoenix, AZ                  | 270.000   | American, Southwest                |
| 8    | Chicago-O'Hare, IL           | 261.000   | American, Frontier, United         |
| 9    | San Francisco, CA            | 227.000   | JetBlue, United, Virgin America    |
| 10   | New York-JFK, NY             | 193.000   | American, Delta, JetBlue           |

Cota de piață al companiei aeriene
| Rang | Operatorii         | Pasagerii |
| ---- | ------------------ | --------- |
| 1    | Southwest Airlines | 4.001.663 |
| 2    | American Airlines  | 1.928.520 |
| 3    | United Airlines    | 1.779.561 |
| 4    | Delta Air Lines    | 1.332.449 |
| 5    | JetBlue            | 587.451   |
| 6    | US Airways         | 489.047   |
| 7    | Frontier Airlines  | 188.216   |
| 8    | Alaska Airlines    | 116.572   |
| 9    | Virgin America     | 111.729   |
| 10   | British Airways    | 96.973    |

Notițe
- Include US Airways